# Letchworth Garden City
Letchworth Garden City (souvent appelé Letchworth) (La Cité-Jardin de Letchworth) est une ville située dans le district North Hertfordshire de l'Hertfordshire (Royaume-Uni). Lors du recensement de 2021, l'agglomération comptait 33,990 habitants.
Letchworth était une ancienne paroisse, qui apparaît dans le Domesday Book de 1086. Elle est restée un petit village rural jusqu'au début du XXe siècle. Le développement de la ville moderne a commencé en 1903, quand la plus grande partie des terres de Letchworth et des paroisses voisines de Willian and Norton ont été acquis par une société appelée First Garden City Limited. Fondée par Ebenezer Howard et ses partisans, l'objectif était de créer la prémière «ville jardin» suivant les principes Howard avait indiqués dans son livre de 1898: To-Morrow: A Peaceful Path to Real Reform (en). Ils avaient pour but de créer un nouveau type d'agglomération qui fournisserait des emplois, des services, et de logements de qualité à ses habitants, en maintenant la qualité environnementale du paysage, contrairement aux villes industrielles de l'époque.
Le plan de ville a été conçu par Raymond Unwin et Barry Parker. Il comprend le premier rond-point du Royaume-Uni, Sollershott Circus, qui fut construit en 1909. Le plan de Letchworth inclut des parcs et espaces ouvertes importantes dont Norton Common et Howard Park.

## Histoire
Fondée en 1903, Letchworth est le prototype des cités-jardins imaginées par Ebenezer Howard. Ce dernier a l'idée d'un nouveau type d'agglomération combinant les avantages de la ville et de la campagne, tous les inconvénients en moins.
Construite sur un terrain de 16 km2, elle représente l'idéal de vie de l'époque.
Les plans ont été réalisés par Raymond Unwin et le vocabulaire architectural des constructions est emprunté au mouvement Arts & Crafts dont il fut l'un des promoteurs.
Après la construction de Letchworth, Ebenezer Howard fit construire sur les mêmes principes la ville de Welwyn.
Plusieurs lotissements ont été construits depuis sa création : The Grange en 1947, Jackmans en 1961, Lordship Farm et Manor Park en 1971.
Lorsque l'économie de la ville est au plus haut dans les années 1970, plusieurs équipements sont construits : un centre de loisirs et le théâtre Plinston Hall en 1982, un hôpital en 1984, ainsi que des cinémas et un centre commercial en 1996 et 1997.
Lors de la célébration du centenaire de la communauté en 2003, on y aménage un circuit de promenade pédestre et cycliste, le Greenway, qui forme une ceinture de 20 km faisant le tour de la ville.

## Personnalité
- J. M. Dent y fonde en 1904 une imprimerie.
- Amy Katherine Browning (1881-1978), artiste peintre, y est morte.
- Claire Dwyer (1964-2019), universitaire britannique, géographe et professeur de géographie humaine, y est née.
- James Lovelock (1919-2022), chimiste britannique, y est né.